# Teorie funkcionálu hustoty
Teorie funkcionálu hustoty (známá především pod anglickou zkratkou DFT, density functional theory) je metoda fyziky pevných látek, výpočetní chemie a dalších souvisejících oborů, kterou je možné vypočítat (v určitém přiblížení) elektronovou strukturu krystalu, molekuly nebo dalších systémů. Není příliš náročná na výpočetní čas, a tak je velmi často používaná.

## Princip metody
Základní myšlenka DFT je, že v některých situacích není nutné znát kvantověmechanickou vlnovou funkci (která je v systémech s mnoha navzájem interagujícími elektrony složitá), ale stačí určit elektronovou hustotu. Energie základního stavu, zohledňující mnohočásticovou povahu systému, je pak dána určitým funkcionálem (tj. matematickým objektem, jehož vstupem je právě tato hustota). V praxi je však nutné najít vhodnou aproximaci k tomuto funkcionálu (např. LDA či GGA) a s ní je pak možné provést selfkonzistentní řešení příslušné kvantové pohybové rovnice.

## Historie a ostatní metody
DFT se používá ve fyzice pevných látek již od 70. let 20. století. Základem této metody jsou Kohn-Shamovy rovnice a Walter Kohn byl v roce 1998 za rozvoj DFT oceněn Nobelovou cenou za chemii (spolu s J. Poplem). Výpočty přesnějšími metodami (např. aproximace GW) jsou v mnoha případech neúměrně náročnější.